# Una suite romántica

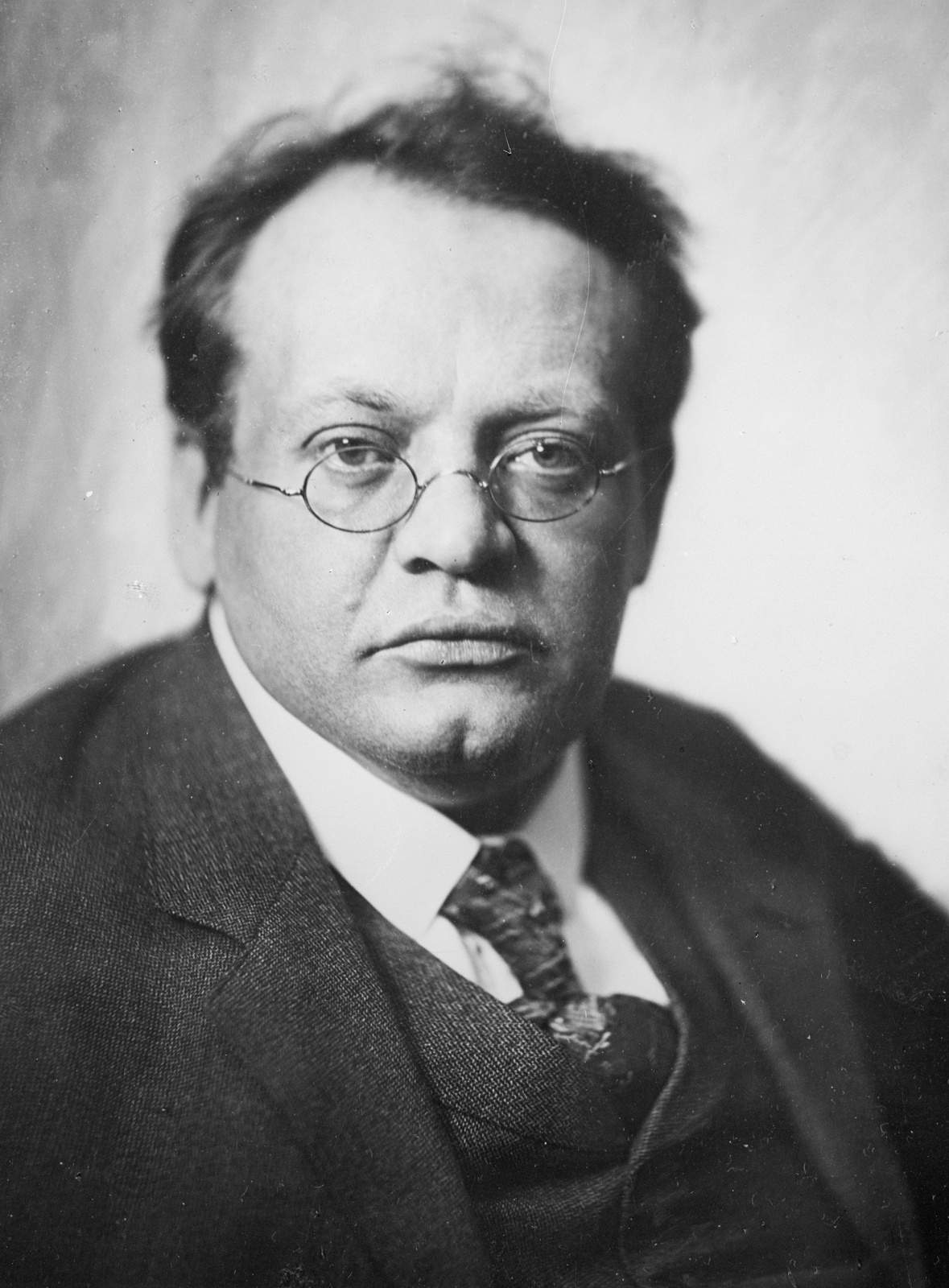
Reger en 1913

Eine romantische Suite (Una suite romántica), op. 125, es una suite para orquesta de Max Reger, basada en poemas de Joseph von Eichendorff. Reger describió esta suite, compuesta e interpretada por primera vez en 1912, y el Vier Tondichtungen nach A. Böcklin, op. 128, como una Excursión al ámbito de la música programática, que transgredía su inclinación hacia la música pura.

## Historia
Reger compuso la suite en Meiningen durante mayo y junio de 1912. Fue director musical de la famosa Hofkapelle de la ciudad de 1911 a 1914, y durante este tiempo escribió la mayoría de sus composiciones para orquesta.  Dedicó la obra a Hugo Grüters. Durante la composición, Reger ya ofreció el estreno a Ernst von Schuch, que había dirigido con éxito el estreno de Der Rosenkavalier en 1911 y que sentía pasión por la música contemporánea. Schuch programó regularmente obras de Regers desde 1906 para la Königliche musikalische Kapelle (Capilla Real) de Dresde, y había contratado a Reger como pianista para el Concierto n.º 5 de Brandeburgo de Bach en 1911. Como agradecimiento Reger dedicó su Lustspiel-Ouvertüre, op. 120, al  director. 
La partitura y partes de Eine romantische Suite fueron publicadas por Bote & Bock en septiembre de 1912. La suite se estrenó por primera vez el 11 de octubre de 1912 en el primer concierto sinfónico de la Capilla Real de esa temporada con la dirección de Ernst von Schuch. 
Arnold Schönberg escribió en 1920 un arreglo de la suite para conjunto de cámara.  La suite de Reger fue publicada como parte de su obra completa en el volumen 4, obras orquestales IV (Sämtliche Werke, Band 4: Orchesterwerke IV) por Breitkopf & Härtel en Wiesbaden en 1962.

## Estructura
La suite está estructurada de manera clásica en tres movimientos, con dos movimientos lentos que enmarcan un vívido scherzo. 
1. Notturno (Molto sostenuto)
2. Scherzo (Vivace)
3. Finale (Molto sostenuto)

Los tres movimientos corresponden a los tres poemas de Joseph von Eichendorff, "Nachtzauber" (Magia nocturna), "Elfe" (Hada) y "Adler" (Águila). Aunque Reger originalmente quería nombrar los movimientos como los poemas y después pensó en títulos similares ("Mondnacht", "Elfentanz" y "Helios"), finalmente se decidió por títulos neutrales. 
Reger compuso la obra para una orquesta sinfónica de tres flautas, dos oboes, corno inglés, dos clarinetes, dos fagots, tres trompetas, cuatro trompas, tres trombones, tuba, arpa, tres timbales, platillos y cuerdas completas. 